# Chiquinquirá (Torres)
Chiquinquira est l'une des dix-sept paroisses civiles de la municipalité de Torres dans l'État de Lara au Venezuela. Sa capitale est Aregue.

## Géographie

### Démographie
Hormis sa capitale Aregue, la paroisse civile ne comporte aucun autre noyau de population important. De nombreux écarts sont disséminés sur le territoire.